# Chalcides pseudostriatus
Chalcides pseudostriatus är en ödleart som beskrevs av  Vincenzo Caputo 1993. Chalcides pseudostriatus ingår i släktet Chalcides och familjen skinkar. IUCN kategoriserar arten globalt som nära hotad. Inga underarter finns listade i Catalogue of Life. Artepitet i det vetenskapliga namnet är sammansatt av det gammalgrekiska ordet pseudo (falsk) och det latinska ordet striatus (strimmig). Det syftar på en långvarig förväxling med Chalcides striatus.
Jämförd med Chalcides striatus är honorna större.
Denna ödla förekommer i Marocko och på halvön Ceuta (Spanien). Den når fram till Atlasbergens lägre delar. Exemplaren vistas i fuktiga buskskogar och gräsmarker. Honor lägger inga ägg utan föder levande ungar.
Beståndet hotas av landskapets omvandling till odlingsmark och av intensivt bruk av betesmarker. Ödlan är sällsynt och utbredningsområdet är enligt uppskattningar maximalt 20 000 km² stort. IUCN kategoriserar arten globalt som nära hotad.